# Soka
Soka (草加市 Sōka-shi) é uma cidade japonesa localizada na província de Saitama.
Em 2006 a cidade tinha uma população estimada em 238 361 habitantes e uma densidade populacional de 8 692,96 h/km². Tem uma área total de 27,42 km².
Recebeu o estatuto de cidade a 1 de Novembro de 1958.